# Danny Koekelcoren
Danny Koekelcoren est un footballeur et entraîneur belge, né le 4 août 1954 à Borgerhout (Belgique).
Il a commencé à jouer au football au Royal Berchem Sport où il a gravi tous les échelons. Sa carrière se prolonge au Royal Antwerp FC à  partir de 1980. Il  évolue comme défenseur dans l'équipe anversoise. 
Il effectue ensuite une carrière d'entraîneur à l'Antwerp. De 1989 à 1991, il est l'adjoint de Dimitri Davidović, avant de remplacer brièvement le serbe, en duo avec Jaak De Wit. Puis, il est entraîneur-adjoint de Walter Meeuws entre 1991 et 1993.